# Wilhelm Mac Neven O’Kelly
Wilhelm Mac Neven O’Kelly ab Aghrim (1713 nebo 1714, Ballynahown Irsko – 9. února 1787, Praha) byl lékař irského původu. Působil jako profesor a děkan lékařské fakulty Univerzity Karlovy v Praze.

## Život

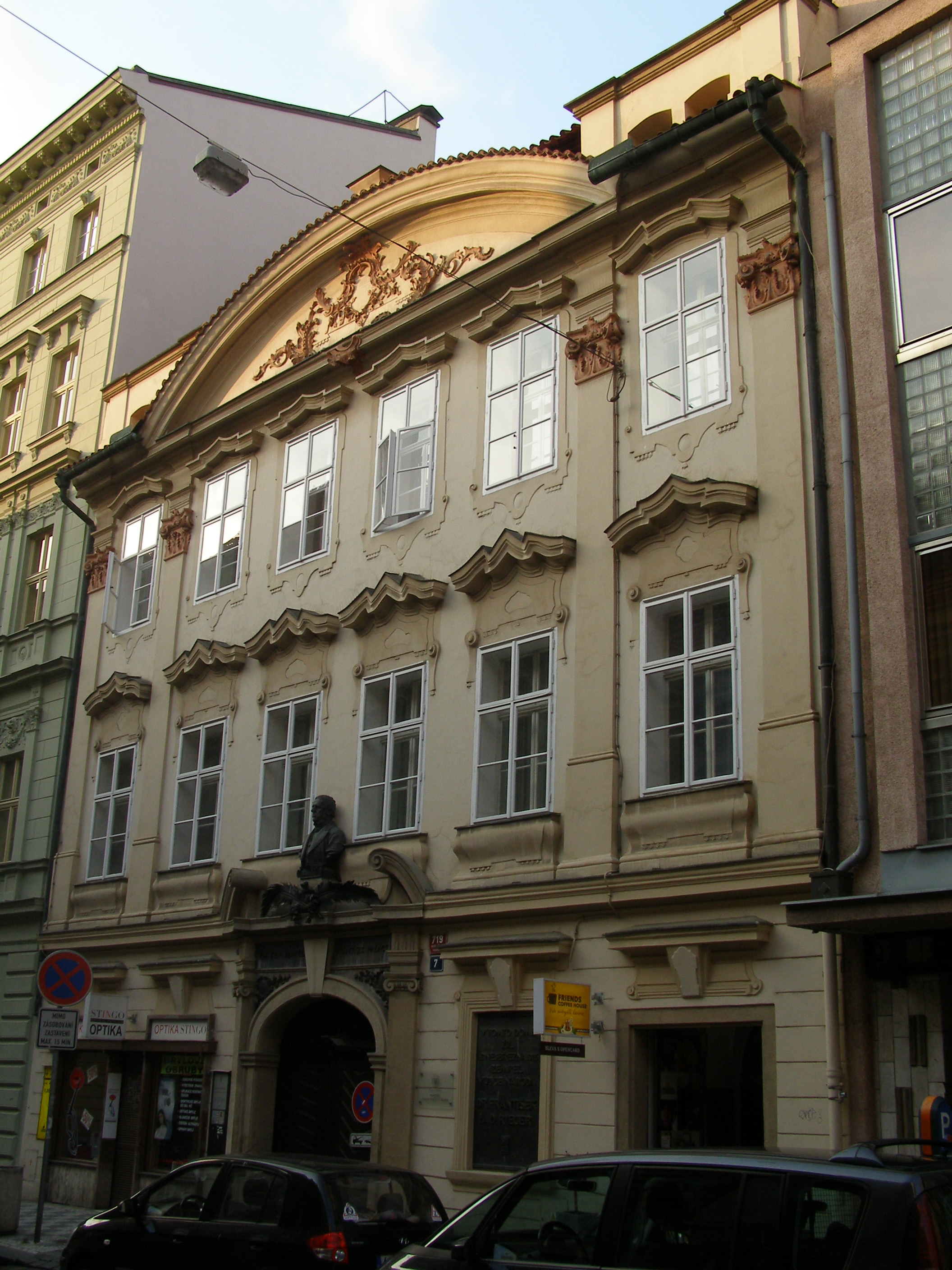
MacNevenův palác v Praze

Jako lékař irského původu přišel do Prahy, kde se naturalizoval a strávil většinu profesního života. Napsal několik vědeckých knih, přednášel na lékařské fakultě. Vlastnil MacNevenův palác v Palackého ulici 7, který pro něj z renesančního domu přestavěl Ignác Jan Nepomuk Palliardi a kde později bydlel mj. František Palacký.
Zemřel v Praze a byl pohřben na dnes již neexistujícím farním hřbitově u kostela sv. Štěpána na Novém Městě.